# Mercosur

Vlajka sdružení

Státy Mercosuru tmavě zelenou, suspendovaný stát červeně

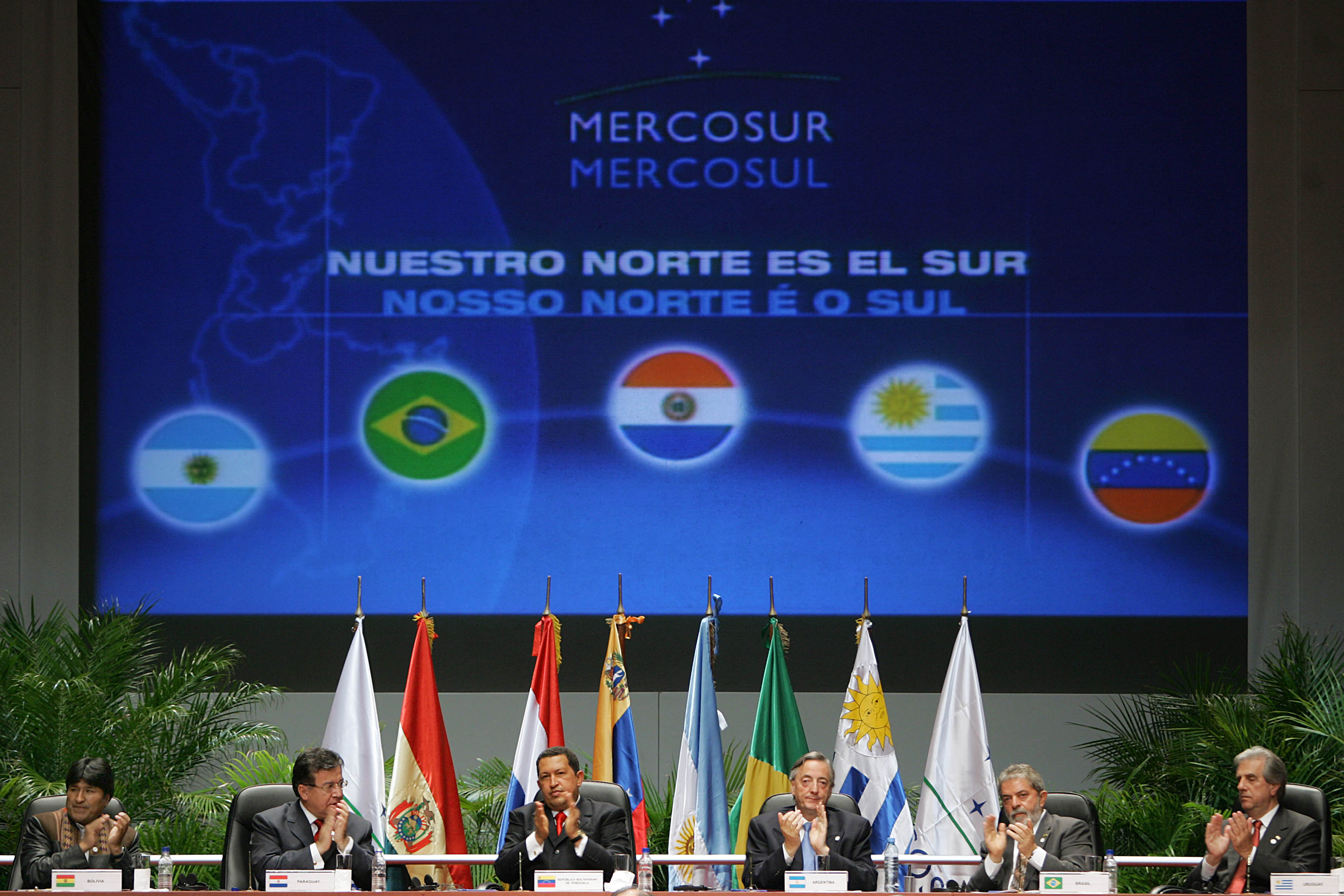
Mercosur 2005

Mercosur (španělsky: Mercado Común del Sur, portugalsky: Mercado Comum do Sul, „Společný trh Jihu“) je jihoamerické sdružení volného obchodu, zakládající členské státy byly Argentina, Brazílie, Paraguay, Uruguay. Později se připojily Venezuela (2012; od roku 2016 členství suspendováno) a Bolívie (2024). 

## Historie
Dohoda vznikla 26. března 1991 na základě smlouvy z Asunciónu (Tratado de Asunción). Sídelním městem je od roku 1996 uruguayské hlavní město Montevideo. Celní unie mezi zúčastněnými státy byla dobudována v roce 1995. V roce 1997 doplnilo sdružení ustavující dokument o nutnost všech členů být demokraciemi. Byla přijata demokratická klauzule, která umožňuje přerušit ekonomickou kooperaci se státem, který demokracii nedodržuje.
21. července 2006 byl potvrzen vstup Venezuely jako plnohodnotného člena do Mercosuru. Tento vstup byl podmíněn ratifikací v parlamentech ostatních zemí; posledním sborem, který jej do té doby neprojednal, byl paraguayský senát. Venezuela byla však 31. července 2012 slavnostně přijata za plnohodnotného člena. Stalo se tak poté, co bylo členství Paraguaye pozastaveno v souvislosti s obviněním a odvoláním paraguayského prezidenta Fernanda Luga v červnu 2012, které ostatní členové Mercosuru označili za převrat. Paraguay byla do Mercosuru plně znovuzačleněna 15. srpna 2013, kdy se v zemi ujal vlády prezident Horacio Cartes,  následně i Paraguay ratifikovala začlenění Venezuely. V roce 2016 byla Venezuela z Mercosuru vyloučena.
Přidruženými státy organizace jsou Chile, Kolumbie, Ekvádor, Peru, Surinam a Guyana (stav srpen 2013). Bolívie se stala přistupujícím členem 7. prosince 2012. V červenci 2015 byl potvrzen vstup Bolívie jako plnohodnotného člena do Mercosuru, k tomuto datu však ještě nebyl vstup ratifikován parlamenty Brazílie, Bolívie a Paraguaye. Veškeré ratifikační procesy byly dokončeny v roce 2024, kdy se Bolívie stala oficiálním plnoprávným členem společenství.

## Vztahy s Evropskou unií
Zpočátku šedesátých let byly vztahy Evropského společenství (ES) se státy Latinské Ameriky včetně států současného Mercosur velice slabé, zaměřené především na rozvojovou pomoc. Obchodní i hospodářské vazby se staly intenzivnějšími v průběhu 70. a 80. let. V první polovině 90. let pak byly uzavřeny Dohody o spolupráci dle článků 113 a 225 Smlouvy o založení EHS s Argentinou (1990), Paraguayí (1992) Uruguayí (1994). S Brazílií uzavřela ES roku 1982 Rámcovou dohodu o spolupráci dle článků 133 a 308 Smlouvy o ES, která byla po deseti letech nahrazena druhou Rámcovou dohodou o spolupráci, která obsahovala demokratizační doložku, která říká, že „vztahy jsou založené na dodržování demokratických zásad a lidských práv, které naplňují domácí i zahraniční politiku Společenství a Brazílie a tvoří podstatnou součást této dohody.“
První smlouvou s Mercosur jako samotným subjektem je Meziregionální rámcová dohoda o spolupráci mezi ES a Mercosur, která byla sjednána v roce 1995 a vešla v platnost v roce 1999. Ta vnesla do spolupráce obou uskupení nově i aspekt politické spolupráce, nikoliv pouze obchodní či rozvojový. Tato dohoda je považována za základ budoucí zóny volného obchodu mezi Evropskou unií a Latinskou Amerikou. V roce 2000 pak začala vyjednávání o Asociační dohodě. Ta by měla zahrnovat hlubší politický dialog, kooperaci a obchod. Jednání však byla přerušena kvůli neshodám nad kapitolou obchodu a k jejich obnovení došlo až na summitu v Madridu v roce 2010. Mezitím pokračovaly debaty v oblastech vědy a technologií, infrastruktury a obnovitelných zdrojů, o nichž pojednává i Dohoda podepsaná v roce 2008 na summitu v Limě.
Strategický rámec pro rozvoj vztahů ze strany EU představuje Latinskoamerický regionální program, který vymezoval alokaci prostředků pro období 2007–2013. V rámci tohoto programu bylo z rozpočtu EU vyčleněno celkem 50 milionů eur s cílem prohloubit a rozšířit spolupráci s Mercosur, redukovat chudobu a sociální nerovnosti v oblasti, podpořit regionální integraci a posílit vzájemné porozumění.
Od vzniku Mercosur se nerozvíjí pouze dialog nad politickou spoluprací, ale taktéž obchodní vztahy mezi oběma celky. EU je největším obchodním partnerem Mercosuru. Vývoz EU do čtyř zemí Mercosur činil v roce 2016 41,5 miliardy EUR a obráceně vývoz Mercosuru do EU dosáhl v témže roce 40,6 miliardy eur. Významnou exportní položkou do EU jsou zemědělské, rostlinné a živočišné produkty, vývozy EU do Mercosur zahrnují strojní zařízení, dopravní prostředky, chemické látky či farmaceutické výrobky. Rychle rostoucí ekonomiky Latinské Ameriky představují stále atraktivnější trhy pro evropské firmy a podnikatele.
Hlavním tématem současné diskuze je jednoznačně zóna volného obchodu se skupinou států Mercosur. Jednání o FTA, která byla zahájena v roce 1999, byla v roce 2004 pozastavena pro nedostatečnost nabídky ze strany Mercosuru. V květnu 2010 byla jednání znovu obnovena, ale kvůli politické pozici Argentiny později znovu zastavena. Jednání byla znovu otevřena v roce 2015 a do finále by se mohla dostat na začátku září 2018. Co se týká snížení cel, mohla by to pro EU být zatím nejlukrativnější obchodní dohoda. Spornými body zůstávají nadále evropské dotace zemědělcům, kvóty na dovoz hovězího masa a ochranářská opatření členů Mercosur, především v automobilovém průmyslu.